# Entreprise de transport algérien par câbles
L'Entreprise de transport algérien par câbles (connue sous l'acronyme ETAC) est une société par action algérienne qui assure l'exploitation, la maintenance et l'ingénierie des téléphériques et des télécabines en Algérie, pays qui possède le plus grand nombre de systèmes de transport urbain par câbles au monde.

## Historique
L'Entreprise de transport algérien par câbles est créée le 4 décembre 2014 sous la forme d'une société mixte détenue à  49 % par la société française Poma, à 41 % par l'Entreprise de transport urbain et suburbain d'Alger (ETUSA) et à 10 % par l'Entreprise Métro d'Alger (EMA),, filiale du groupe TRANSTEV. À Alger, les téléphériques de la ville étaient jusqu'alors gérés par l'ETUSA.

## Activités
L'ETAC assure l'exploitation, la maintenance et l'ingénierie des réseaux de transport urbain par câble en Algérie, dont les téléphériques et télécabines des villes algériennes.
Avec treize téléphériques et télécabines en exploitation dans huit villes algériennes, l'Algérie est le pays qui a le plus de téléphériques urbains dans le monde,.

## Téléphériques et télécabines exploitées par l'ETAC
Le tableau ci-dessous donne la liste des téléphériques et télécabines exploités par l'ETAC.
| Nom                                  | Communes                | Longueur |
| ------------------------------------ | ----------------------- | -------- |
| Télécabine d'Annaba                  | Annaba, Seraïdi         | 4 150 m  |
| Télécabine de Bab El Oued            | Bab El Oued, Bologhine  | 2 025 m  |
| Télécabine de Chréa                  | Blida, Chréa            | 7 070 m  |
| Télécabine de Constantine            | Constantine             | 1 690 m  |
| Téléphérique d'El Madania            | Belouizdad, El Madania  | 236 m    |
| Téléphérique du Mémorial             | Belouizdad, El Madania  | 260 m    |
| Téléphérique de Notre-Dame d'Afrique | Bologhine               | 268 m    |
| Télécabine de Oued Koriche           | Oued Koriche, Bouzareah | 2 908 m  |
| Télécabine d'Oran                    | Oran                    | 1 900 m  |
| Téléphérique du Palais de la Culture | Hussein Dey, Kouba      | 404 m    |
| Télécabine de Skikda                 | Skikda                  | 1 920 m  |
| Télécabine de Tlemcen                | Tlemcen                 | 1 665 m  |
| Télécabine de Tizi Ouzou             | Tizi Ouzou              | 2 446 m  |

Sélection de vues des téléphériques et télécabines de l'ETAC
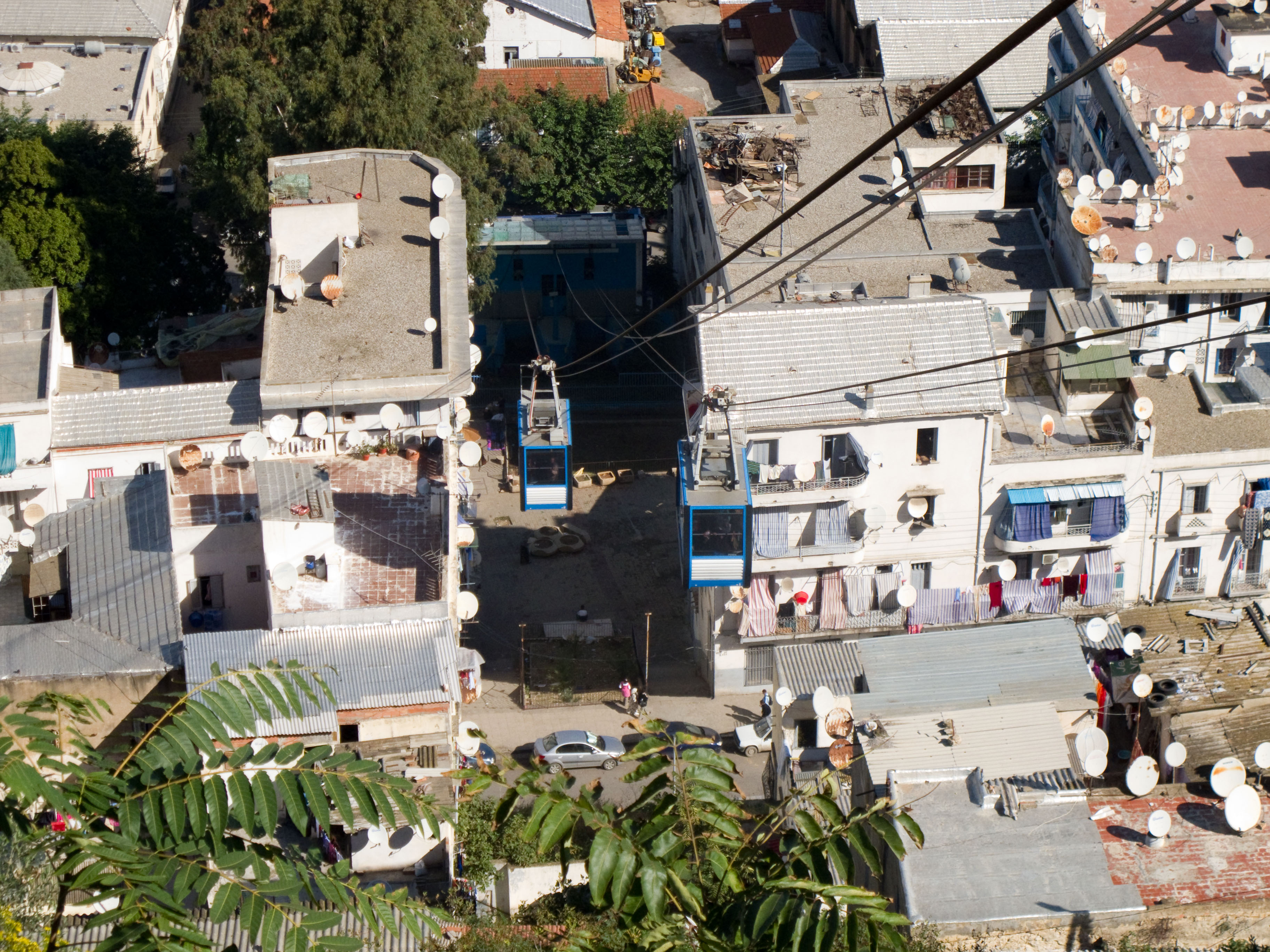
Le téléphérique d'El Madania à Alger.
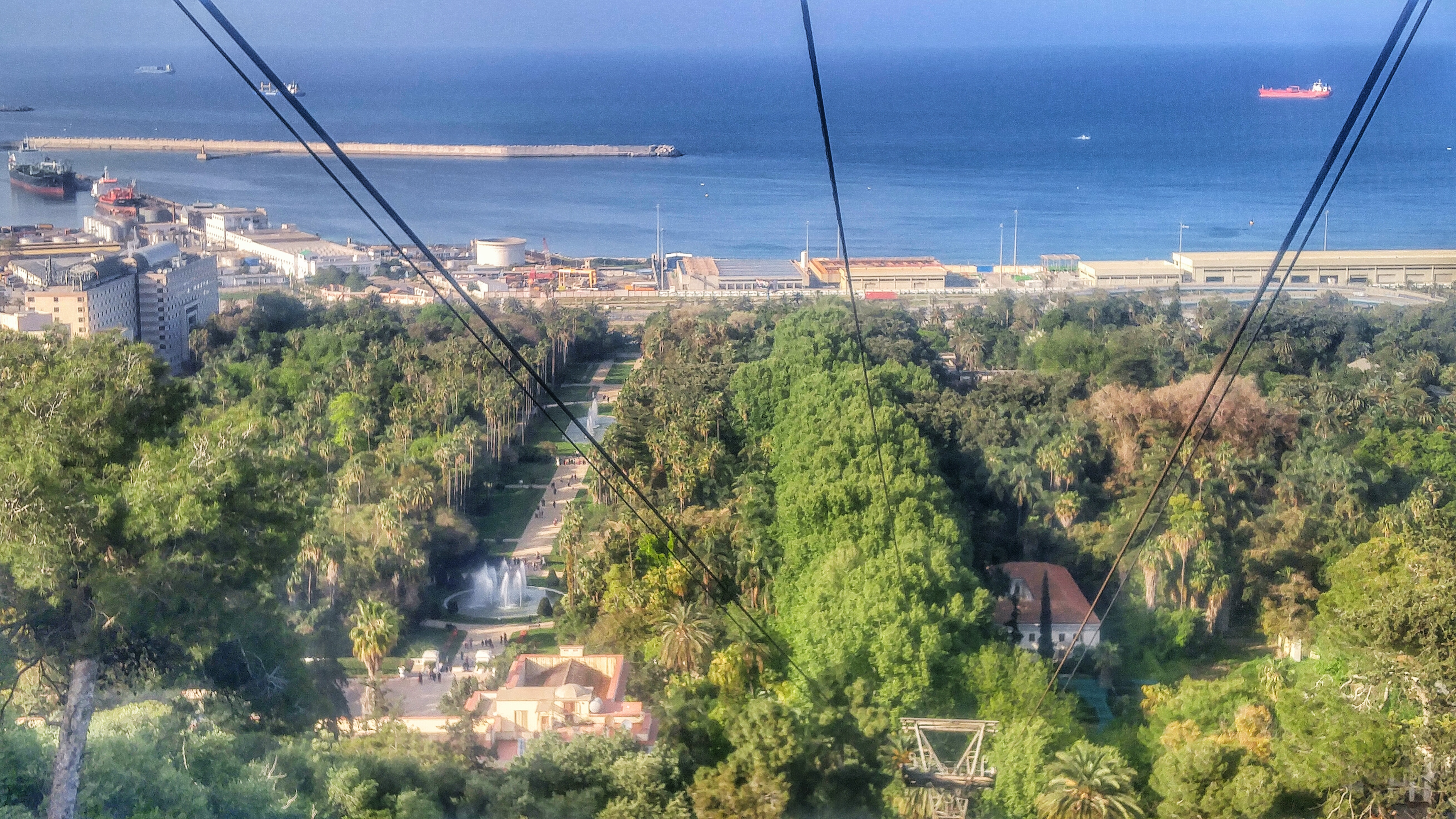
Le téléphérique du Mémorial à Alger.
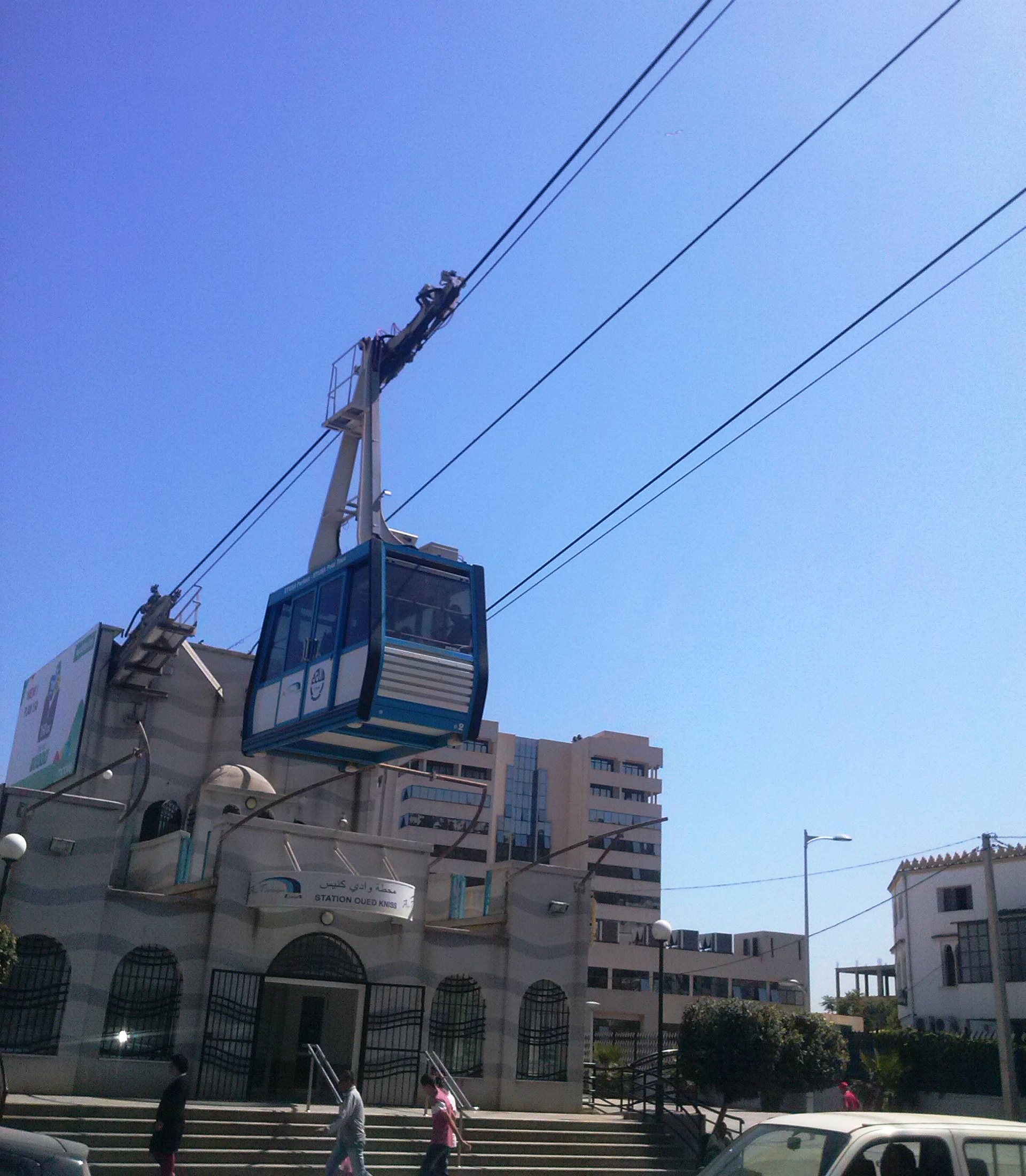
Le téléphérique du Palais de la Culture à Alger.
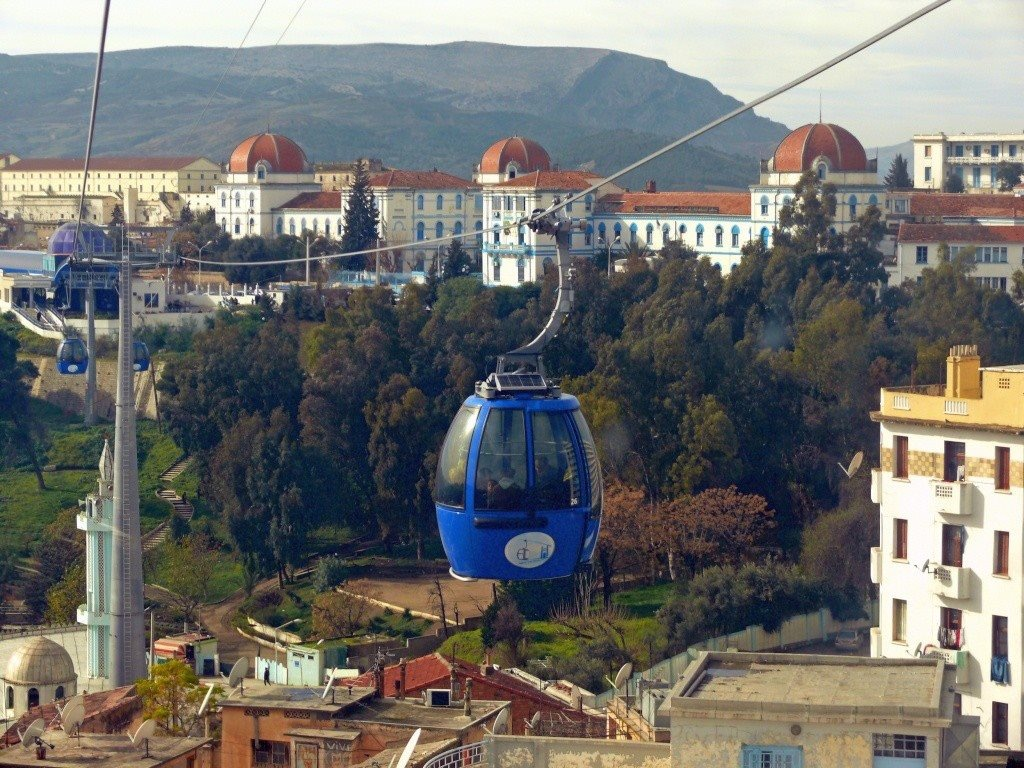
La télécabine de Constantine.
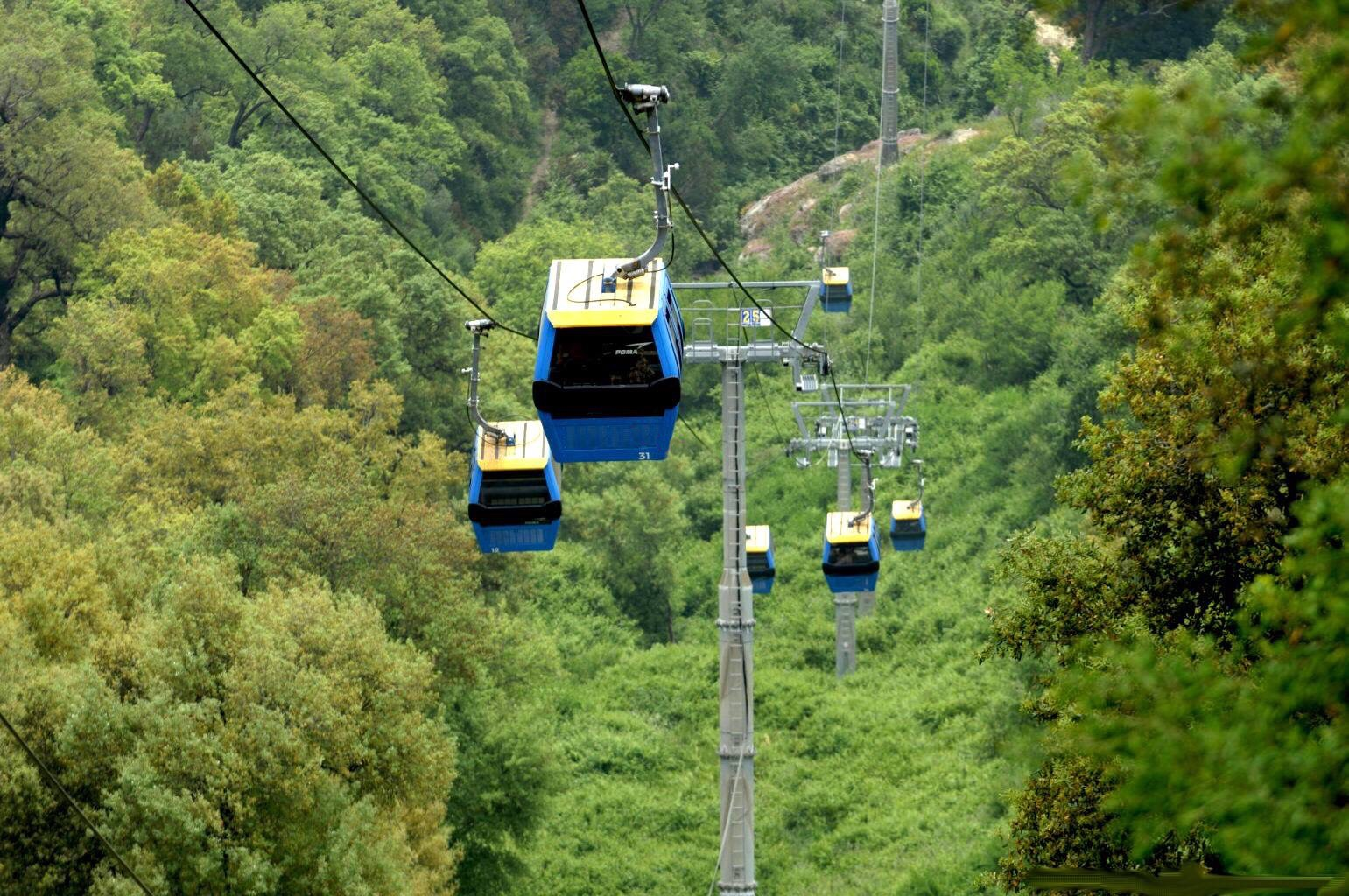
La télécabine d'Annaba.